# Jazz at Massey Hall
Jazz at Massey Hall ist ein Jazz-Album. Es enthält den Live-Auftritt einer All-Star-Formation („The Quintet“) am 15. Mai 1953 in der Massey Hall in Toronto.

## Das Konzert
Anfang des Jahres 1953 beabsichtigten die Mitglieder der „New Jazz Society“ von Toronto, die ideale Bebop-Formation festzulegen. Die wählten die entsprechenden Musiker aus und fragten an, ob sie zu einem Konzert in die städtische Konzerthalle kommen würden.
Die Musiker waren schließlich fünf der größten Namen in der damaligen Modern Jazz Szene: Dizzy Gillespie, Charlie Parker, Bud Powell, Charles Mingus und Max Roach, wenngleich ursprünglich Oscar Pettiford als Bassist geplant war, für den aber Mingus einsprang, nachdem sich Pettiford zuvor den Arm gebrochen hatte. Die Besetzung mit Pettiford war auch die Traumbesetzung Gillespies, die er – ohne Erfolg – bereits ein Jahrzehnt zuvor hatte zusammenbringen wollen.
Es war das einzige Mal, dass die fünf zusammen aufnahmen, und es war auch das letzte Zusammentreffen für eine Aufnahme von Parker und Gillespie.
Parker spielte bei diesem Auftritt auf einem Plastik-Altsaxophon, das er sich in einem örtlichen Musikhaus ausleihen musste.
Das Konzert ging als The Greatest Jazz Concert Ever in die Annalen der Jazzgeschichte ein. Es spielte zunächst das Bud Powell Trio, dann das „Quintett des Jahres“ mit Parker und Gillespie, später noch eine Big Band aus lokalen Musikern. Die Bedingungen für das Konzert waren nicht günstig: Pianist Bud Powell war erst kurz zuvor nach einer langen Elektroschock-Behandlung aus einem Sanatorium entlassen worden und schon vor dem Konzert betrunken.
Gleichzeitig mit dem Konzert lief der Box-Weltmeisterschaftskampf zwischen Rocky Marciano und Jersey Joe Walcott; und der Kartenvorverkauf war entsprechend schleppend verlaufen. Charles Mingus hatte dafür gesorgt, dass das Konzert (von der „New Jazz Society“) aufgenommen wurde; da aber die Basslinien des Original-Mitschnitts kaum zu hören waren, hat Mingus sie später im Overdub-Verfahren neu aufgenommen. Der ursprüngliche Plan sah vor, dass die „New Jazz Society“ und die Musiker sich den Profit aus dem Konzert teilen würden. Jedoch war die Zuhörerschaft so gering, dass die Society nicht in der Lage war, Gagen zu zahlen. Das Ergebnis war, dass nur Mingus und Max Roach einige Gewinne (aus dem Plattenverkauf) schlagen konnten. Bud Powell, Bird und Dizzy Gillespie gingen möglicherweise leer aus.

## Die Musik
Trotz seines zerrütteten Gesundheitszustandes war Parker bei diesem Konzert in guter Verfassung. Schon im ersten Stück, Perdido, spielt Parker nach dem in Latin-Rhythmen vorgestellten Thema ein völlig gelöstes Solo, dem man trotz des geliehenen Instruments keine Intonationsschwierigkeiten anmerkt; es kam – besonders in All the Things You Are zu einem wunderbaren Gedankenaustausch zwischen Parker und Bud Powell, der dem Altsaxophonisten mit kleinen Fingerzeigen, Spuren und breiten Pfaden auf seinen Mäanderwegen folgt. Im anschließenden Trompetensolo antwortet Gillespie auf ironische Weise mit Zitaten aus Ferde Grofés Gran Canyon Suite. Höhepunkt des Konzerts ist „Wee“, eine wahre Bebop-Explosion. Die Kontraste in der Spielweise könnten nicht größer sein; Parker wild, scheinbar unkontrolliert, unergründlich. Gillespie dagegen präzise, unangreifbar, überaus exakt.
Trotz der ungünstigen Ausgangsbedingungen spielten sich die beteiligten Musiker derartig in Fahrt, dass man während der zweiten Hälfte des Konzerts das Gefühl bekam, ein Konzentrat der Bebop-Ära zu erleben.

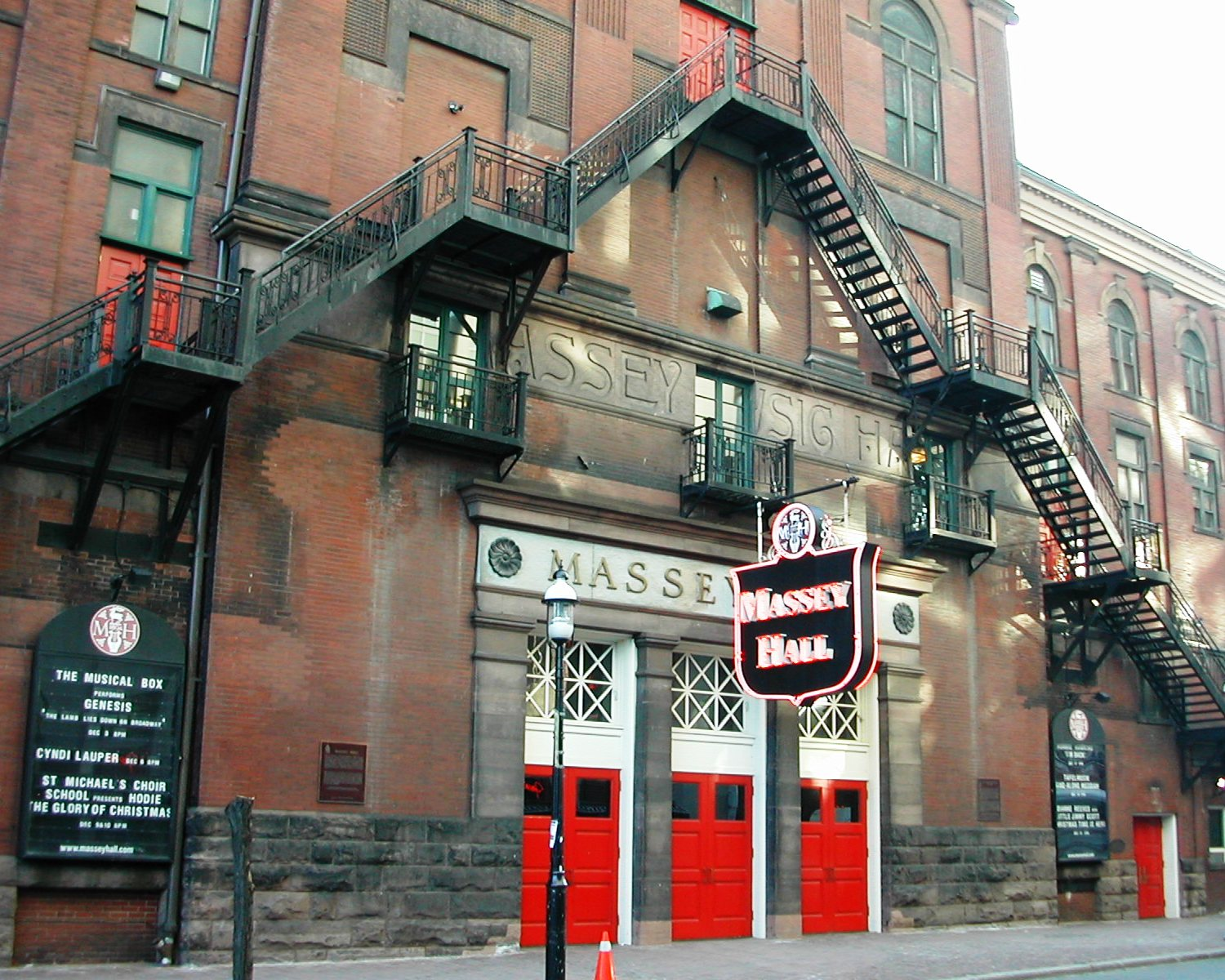
Eingang der Massey Hall

## Editionsgeschichte
Wegen der außergewöhnlichen Qualität des mitgeschnittenen Musik wollte sie zunächst Norman Granz veröffentlichen; das Geschäft scheiterte jedoch an den utopischen Gagenforderungen Parkers.
Die Aufnahmen erschienen dann 1955 auf zwei 10-Inch-Platten des kurzlebigen Jazzlabels Debut, das Mingus und Roach gehörte (DLP 2 bzw. DLP 4, 1956 dann als Deb-124 im 12-Zoll-Format). Nach dem Ende des Debut-Labels wurden die Aufnahmen von Fantasy Records 1963 als LP herausgegeben (Fantasy 0902083 (6003); in Europa waren sie über Musidisc/America erhältlich (AM 6053)). 1973 erschienen sie auch als Doppelalbum, gekoppelt mit den Aufnahmen des Bud Powell-Trios als The Greatest Jazz Concert Ever (Prestige 24024 bzw. 81103-2). 1983 erschien „Jazz at Massey Hall“ wieder als Fantasy-LP.
Inzwischen liegt Jazz at Massey Hall als Einzel-CD (OJC 044) vor, ebenso wie die Aufnahmen des Bud Powell-Trios (OJC-111 (Debut DLP 9)) als Jazz at Massey Hall, Vol. 2. Die Werkausgabe der Mingus-Jahre auf Debut, The Complete Debut Recordings 1951-58, enthält sowohl die Aufnahme des Konzerts (Bud Powell Trio / The Quintet) im ursprünglich aufgenommenen Zustand als auch mit den nachbearbeiteten Basslinien durch Mingus. Dort enthalten ist auch das 52nd Street Theme, mit dem die Gruppe den ersten Konzertteil beendete.
Diejenigen, die damals die Original-Debut-Schallplatten erwarben, werden sich gewundert haben, wer der dickliche Mann auf dem Cover war, der ein weißes Altsaxophon in seinen Händen hält, als wäre es ein Spielzeug. Auf dem Titel und in den damaligen liner notes wurde Charlie Parker als „Charlie Chan“ geführt, mit dem Hintergedanken, rechtliche Verwicklungen mit dem Mercury-Label zu vermeiden, bei dem Parker zum Zeitpunkt der Aufnahme unter Vertrag stand.

## Ehrungen
Jazz at Massey Hall wurde 1995 in die Liste der Grammy Hall of Fame Award recipients aufgenommen

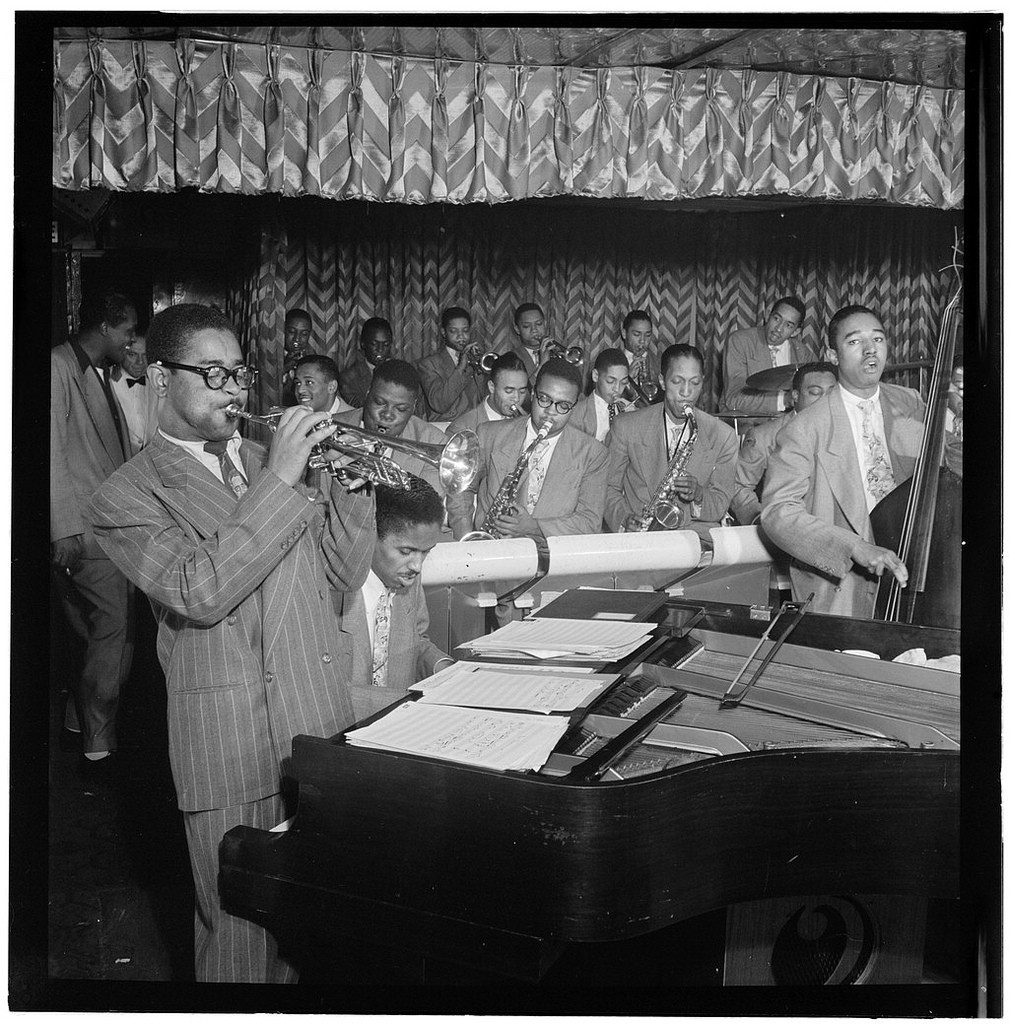
Dizzy Gillespie, John Lewis, Cecil Payne u. a., um 1947, Fotografie von William p. Gottlieb

## Die Titel
1. Perdido (Tizol) 7:06
2. Salt Peanuts (Gillespie / Clarke) 7:20
3. All the Things You Are (Hammerstein / Kern) 7:39
4. 52nd Street Theme (Monk) (0:58)
5. Wee (Allen’s Alley) (Denzil) 6:34
6. Hot House (Dameron) 8:53
7. A Night in Tunisia (Gillespie / Paparelli) 7:15

[4] ist auf allen Einzel-Ausgaben nicht enthalten.